# Temporada de huracanes del Atlántico de 2015
La temporada de huracanes del Atlántico de 2015 fue la última de tres temporadas consecutivas de huracanes por debajo del promedio del Atlántico. Produjo doce ciclones tropicales, once tormentas nombradas, cuatro huracanes y dos huracanes importantes. La Energía Ciclónica Acumulada (ACE) para la temporada fue el 68% del valor mediano a largo plazo. La temporada de huracanes comenzó oficialmente el 1 de junio y finalizó el 30 de noviembre de 2015. Estas fechas describen históricamente el período de cada año en el que se forman la mayoría de los ciclones tropicales en la cuenca del Atlántico Norte. Sin embargo, la primera tormenta nombrada, Ana, se desarrolló el 8 de mayo, casi un mes antes del inicio oficial de la temporada, el primer ciclón de pretemporada desde Beryl en 2012 y el más temprano desde Ana en 2003. La formación de Ana marcó la primera en una serie de siete temporadas consecutivas con actividad de pretemporada, que abarca desde 2015 hasta 2021. La temporada concluyó con la transición de Kate a un ciclón extratropical el 11 de noviembre, casi tres semanas antes del final oficial.
Aunque la mayoría de las tormentas afectaron la tierra, los efectos generales fueron mínimos. Ana causó pequeñas inundaciones y daños por viento en Las Carolinas y dejó un muerto en Carolina del Norte. La tormenta tropical Bill y sus remanentes causaron inundaciones principalmente en las regiones Centro Sur, Medio Oeste y Medio Atlántico de los Estados Unidos, mientras que su precursora también dejó inundaciones en Centroamérica y México. La tormenta provocó 6 muertes en total; 2 en Honduras, 2 en Guatemala, y 2 muertes más en Estados Unidos y 2 desapariciones en Honduras. Claudette y Danny dejaron un impacto mínimo en la tierra. A fines de agosto, la Tormenta tropical Erika trajo fuertes lluvias a Dominica, lo que provocó inundaciones devastadoras. Erika causó alrededor $500 millones en daños y 30 muertes, lo que lo convirtió, en ese momento, en el desastre natural más mortífero de la isla desde el huracán David en 1979. La tormenta también inundó otras islas cercanas, pero en un grado mucho menor, como Guadalupe, Puerto Rico y La Española. Se produjo otra muerte más en Haití. En total, la tormenta dejó 31 muertes y daños en alrededor de $517.4 millones.
El Huracán Fred provocó una advertencia de huracán para Cabo Verde por primera vez en la historia y fue la primera tormenta que atravesó las islas como huracán desde 1892. Los fuertes vientos dejaron alrededor de $1 millón en daños y dos muertes ocurrieron después de que dos pescadores nunca regresaron al puerto. Otros siete marineros probablemente se ahogaron en la costa de Guinea-Bissau después de que su barco de pesca colapsara, dejando un total de 9 muertes. Las tormentas tropicales Grace, Henri e Ida junto con la Depresión tropical Nueve dejaron un impacto insignificante en la tierra. La intensidad y la lentitud del Huracán Joaquin en las cercanías de las Bahamas provocaron graves daños en algunas islas dejando un saldo de $60 millones en daños. Además, el carguero estadounidense SS El Faro desapareció cerca de Crooked Island y finalmente se hundió durante la tormenta, ahogando a 33 personas. El mar embravecido en Haití también causó daños y una muerte por ahogamiento de un pescador. Joaquin fue el ciclón tropical más intenso de la era de los satélites de origen no tropical. Los remanentes de Kate afectaron a las islas británicas, particularmente a Gales en el Reino Unido. A lo largo de la temporada, estas tormentas causaron colectivamente $603.4 millones en daños y 81 muertes.

## Pronósticos
Los pronósticos de la actividad ciclónica son emitidos antes de cada temporada por los expertos Philip J. Klotzbach, William M. Gray y asociados en la Universidad Estatal de Colorado - CSU; y por separado los meteorólogos de la Administración Nacional Oceánica y Atmosférica. El equipo de Klotzbach (anteriormente liderado por Gray) definió el promedio del número de tormentas por temporada (1981 a 2010) de 12,1 tormentas tropicales, 6,4 huracanes, 2,7 huracanes mayores o iguales a la categoría tres en la Escala de Saffir-Simpson y el índice ACE. La NOAA define una temporada por encima de lo normal, casi normal o por debajo de lo normal, por una combinación del número de tormentas nombradas, el número en alcanzar fuerza de huracán, el número en alcanzar fuerza de huracán mayor y las del índice ACE.

### Previsiones previos a la temporada
El 9 de enero de 2014, la Tropical Storm Risk (TSR), un consorcio público formado por expertos en seguridad, manejo de riesgos y predicción climática estacional de la University College of London, emitió su primer observación acerca de la actividad de la temporada de huracanes de 2015. En este reporte, la organización pronosticó una actividad 20% menor al promedio entre 1950-2014 o un 30% menor al promedio entre 2005-2014, totalizando 15 (±4) tormentas tropicales, 6 (±3) huracanes, 2 (±2) huracanes mayores y un índice ACE o ECA de 79 (±58) unidades. Este pronóstico se basó ampliamente en el acrecentamiento de la migración de los vientos de magnitud baja a través del Atlántico tropical durante el período entre julio y septiembre. El reporte de la TSR podría ser incierto debido al impredecible fenómeno de El Niño y la temperatura superficial del mar del Atlántico norte. Varios meses después, el 9 de abril de 2015, la organización actualizó su reporte, pronosticanco una actividad ciclónica por debajo del 45% del promedio (entre 1950-2014) o cerca del 50% por debajo del promedio de 2005-2014, con 11 tormentas nombradas, 5 huracanes, 2 huracanes mayores y un índice ACE de 56 unidades. La TSR argumentó esta actividad, porque se esperaría una disminución de la temperatura superficial del mar por debajo del promedio por todo el Atlántico norte y mar Caribe. Ademñas, el reporte detalló que sí la predicción del índice ACE para el 2015 fuese verificado, los valores totales entre 2013-2015 serían los más bajos desde 1992-1994, indicando una posible finalización de la fase activa de la actividad ciclónica del Atlántico que empezó en 1995.
En ese mismo día, la Universidad Estatal de Colorado (CSU por sus siglas en inglés) también emitió su primer pronóstico cuantitativo para la temporada de 2015, pronosticando 7 tormentas nombradas, 3 huracanes y 1 huracán mayor, con un índice ACE acumulativo de 40 unidades. Se esperaba que la combinación de aguas más frías que el promedio del Atlántico tropical y subtropical, así como el desarrollo de El Niño que se cree alzanzará su pico de intensidad moderada, favoreciera al menos a una de las temporadas menos activas desde mediados de los años noventa. Las probabilidades de que un huracán mayor impactase a varias áreas costeras por todo el Atlántico fueron menores que el promedio, aunque la CSU hizo hincapié en que sólo se necesita un huracán que toque tierra para que sea una temporada activa para los residentes afectados. El 13 de abril, la Universidad Estatal de Carolina del Norte emitió su pronóstico en el cual se comentó sobre una temporada récord por debajo del promedio con solamente entre 4 y 6 tormentas tropicales nombradas, entre 1 y 3 convertidos a huracanes y 1 huracán mayor.
El 21 de mayo, la Oficina Meteorológica del Reino Unido (Met Office; UKMO por sus siglas en inglés) emitió su pronóstico aduciendo una temporada por debajo de lo normal. Se pronosticó la formación de 8 tormentas, con un 70% de probabilidad que ese número de tormentas varíe entre 6 y 10; se pronosticaron 5 huracanes, con una probabilidad de 70% que ese número varíe entre 3 a 7. La previsión de la UKMO sobre el índice ACE fue de 74 unidades, con una probabilidad de un 70% que varíe entre los 40 y 108 unidades. El 27 de mayo, la NOAA emitió su previsión de temporada, pronósticando una temporada por debajo de lo normal de entre 6 a 11 tormentas nombradas, 3 a 6 huracanes y entre ninguno y 2 huracanes mayores. Este organismo afirmó que había una probabilidad del 70% que la temporada fuese por debajo del promedio, 20% de una temporada por cerca del promedio y un 10% de una temporada por encima del promedio.

### Previsiones a mediados de la temporada
El 1 de junio, la Universidad Estatal de Colorado emitió una actualización en sus previsiones de la temporada, incrementando el número de tormentas previstas a 8, debido a la formación precoz de la tormenta tropical Ana. El número de huracanes y de huracanes mayores se mantuvieron a 3 y 1 respectivamente; el índice ACE previsto también fue mantenido a 40 unidades. Las probabilidades de que un huracán mayor impactase en varias áreas costeras de la cuenca permanecieron por debajo del promedio. La tercera previsión del CSU, publicada el 1 de julio, se mantuvo sin cambios. El cuarto y último pronóstico emitido por CSU el 4 de agosto predijo nuevamente ocho tormentas con nombre y un huracán mayor, pero el número de huracanes se redujo a dos. El 5 de agosto, TSR actualizó su pronóstico y redujo el número de huracanes que se desarrollan dentro de la cuenca a 4, y se pronosticó que solo 1 sería un huracán mayores. El índice ACE también se redujo a 44 unidades.

## Resumen de la temporada

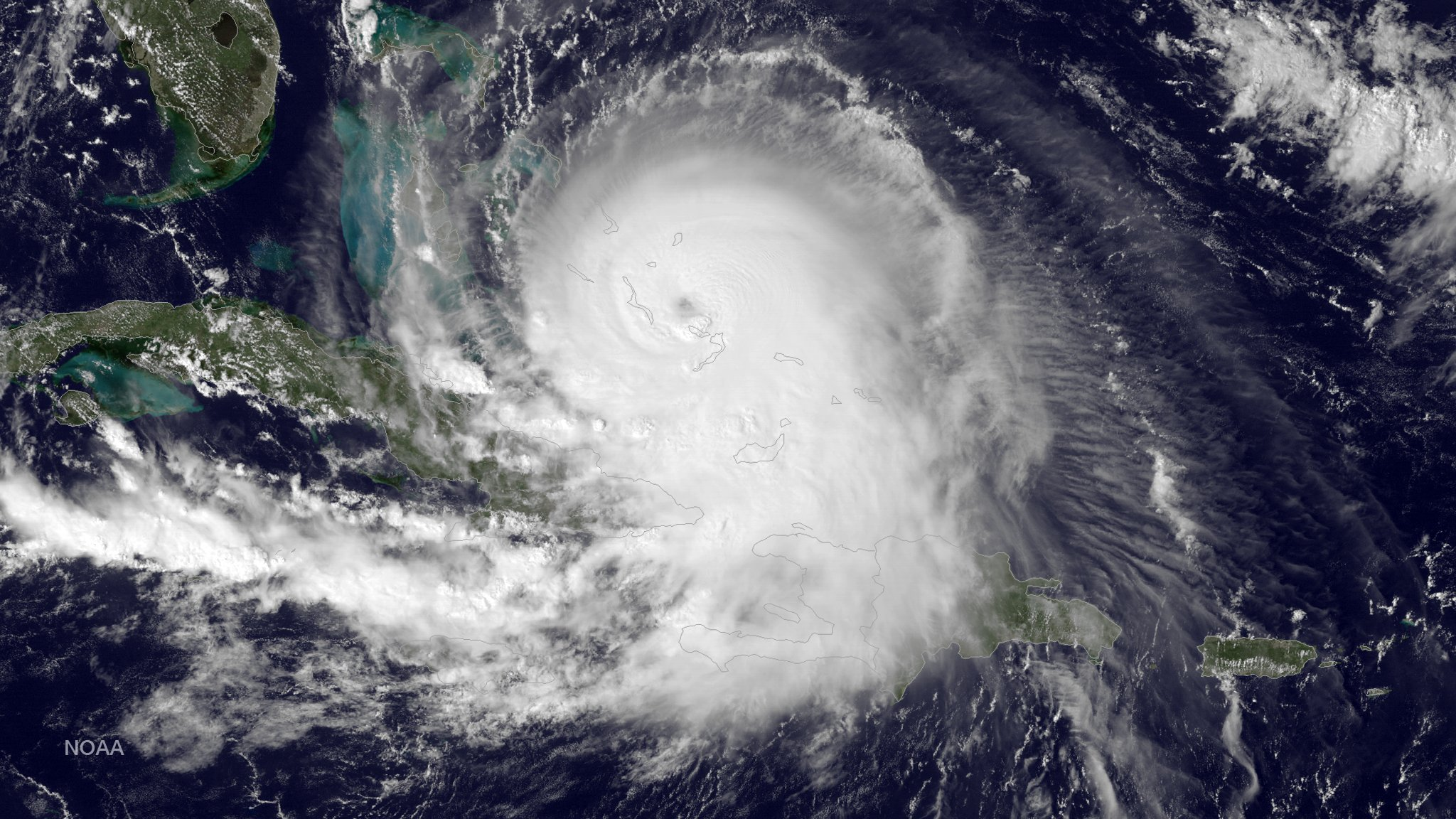
Huracán Joaquín sobre las Bahamas el 1 de octubre de 2015

Con la excepción de la predicción de la temporada inicial de Tropical Storm Risk en diciembre de 2014, todas las principales agencias de pronóstico pidieron una temporada por debajo o cerca del promedio, debido al fuerte evento de El Niño de 2014-16 y temperaturas de la superficie del mar más frías que el promedio. En general, los pronósticos fueron bastante precisos.
La temporada de huracanes del Atlántico comenzó oficialmente el 1 de junio de 2015. Fue una temporada ligeramente por debajo del promedio en la que se formaron doce ciclones tropicales. Once de los doce ciclones designados alcanzaron la categoría de tormenta tropical. De las ocho tormentas tropicales, cuatro alcanzaron al menos una intensidad de huracán de categoría 1. La temporada de 2015 extendió el período sin grandes impactos de huracanes en los Estados Unidos a diez años, siendo el último de estos sistemas el huracán Wilma en 2005. La falta de actividad se atribuyó principalmente a una circulación atmosférica que favoreció el aire seco y hundido en latitudes bajas para el oeste de 40°W y la cizalladura del viento del oeste aumentada por El Niño. Algunos eventos notables ocurrieron durante la temporada. Ana fue el primer ciclón tropical que se formó fuera de temporada desde 2012. Erika se convirtió en la segunda tormenta en la era de los satélites en retirarse sin alcanzar la fuerza de un huracán (la tormenta tropical Allison fue la primera, en 2001) y solo la tercera en retirarse sin tocar tierra (los huracanes Klaus y Fabian fueron el primero y el segundo, respectivamente). Fred fue una de las tormentas tropicales más orientales registradas y tocó tierra en Cabo Verde como huracán de categoría 1, convirtiéndose en el primer huracán en azotar ese país desde 1892. Joaquin fue la tormenta de origen no tropical más intensa de la era de los satélites y la más fuerte que afectó a las Bahamas en octubre desde 1866. Los ciclones tropicales de esta temporada causaron 81 muertes y al menos $603.4 millones en daños. La temporada de huracanes del Atlántico terminó oficialmente el 30 de noviembre de 2015.
La ciclogénesis tropical comenzó temprano, con Ana desarrollándose el 8 de mayo, más de tres semanas antes del comienzo oficial de la temporada y muy por delante del promedio climatológico a largo plazo del 9 de julio. El mes de junio presentó un ciclón tropical, Bill, que se formó el 16 de junio. Claudette, el único sistema en el mes de julio, se desarrolló el 13 de julio. La tasa de ciclogénesis tropical aumentó en agosto, aunque no se desarrollaron tormentas en la primera mitad del mes. Danny, el primer gran huracán de la temporada, se formó el 16 de agosto, seguido por Erika el 24 de agosto y Fred el 30 de agosto. Septiembre, que es el pico climatológico de la temporada de huracanes, presentó cinco ciclones tropicales adicionales: Grace, Henri, Nueve, Ida y Joaquin. La tormenta más intensa de la temporada fue Joaquin, que alcanzó su punto máximo como un huracán fuerte de categoría 4 con vientos máximos sostenidos de 250 km/h (155 mph), justo por debajo de la categoría 5 en la escala de huracanes de Saffir-Simpson. Joaquín duró hasta octubre, aunque no se desarrollaron otros sistemas ese mes. El ciclón final de la temporada, Kate, se desarrolló el 8 de noviembre y se volvió extratropical el 11 de noviembre, poniendo fin a la temporada de huracanes.

### Energía Ciclónica Acumulada (ACE)
La actividad estacional se reflejó con un índice de Energía Ciclónica Acumulada de 62.685 unidades, el ECA es, en términos generales, una medida del poder de un huracán multiplicado por el tiempo que existió; por lo tanto, las tormentas duraderas y los sistemas particularmente fuertes dan como resultado altos niveles de la ECA. La medida se calcula según los avisos completos para ciclones con intensidad de tormenta tropical: tormentas con vientos que superan las 39 mph (63 km/h).

## Ciclones tropicales

### Tormenta tropical Ana
A inicios del 6 de mayo, un área de perturbación superficial fue asociado con una vaguada barotrópica de magnitud alta que presentaba actividad de precipitaciones débiles extendiéndose desde por todo el estado de la Florida a las Bahamas y aguas adyacentes. La convección profunda gradualmente incrementó cerca del centro de la perturbación y a las 03:00 UTC del día siguiente este adquirió suficiente organización como para ser declarada la tormenta subtropical Ana. En medio de aguas cálidas proveídas de la corriente del Golfo y temperaturas de magnitud alta más frías, el Ana se intensificó hasta alcanzar su pico de intensidad de vientos de 95 km/h a finales de aquel día. El día siguiente, el sistema había completado su transición a ciclón tropical. Inhibido por aguas más frías y aire seco persistente, el sistema tocó tierra sobre el norte de Myrtle Beach, Carolina del Sur a las 10:00 UTC del 10 de mayo con vientos de 75 km/h. El Ana giró al norte y luego al norte-noreste, debilitándose a depresíon tropical varias horas después. Después de pasar sobre el este de Carolina del Norte y el sureste de Virginia, el sistema emergió de la costa de la península Delmarva, produciendo un área diminuta de vientos de fuerza galerna mientras se desplazaba hacia aguas abiertas al sur de Nueva Inglaterra.
A lo largo de la frontera entre las dos Carolinas, el Ana produjo precipitaciones moderadas con un pico de acumulados de 170 milímetros al sureste de Kinston, Carolina del Norte. Se reportaron inundaciones menores en las calles de la ciudad mientras que en las playas de ambos estados experimentaron erosiones marinas entre 0,61 y 1,22 metros. Los vientos con fuerza de tormenta tropical fueron sentidos principalmente en áreas costeras, con un pico de ráfagas de cientos mayores a los 100 km/h en Southport, Carolina del Norte. Luego de internarse en tierra, se convirtió en el segundo ciclón tropical en impactar Estados Unidos en una fecha temprana, sólo precedido por la tormenta tropical del día de la Marmota de 1952.

### Tormenta tropical Bill
El Centro Nacional de Huracanes empezó a monitorear una convección desorganizada sobre el noroeste del mar Caribe en asociación a una vaguada de magnitud alta el 12 de junio. Una vaguada superficial se formó la mañana siguiente, mientras se desplazaba sobre la península de Yucatán y el golfo de México. Una misión de reconocimiento a inicios del 14 de junio encontró que la circulación del sistema era apenas definido y no cumplía requisitos para ciclón tropical; sin embargo, otra misión de reconocimiento enviado por la noche encontró que la perturbación había adquirido suficiente organización para ser declarado como la tormenta tropical Bill. A las 16:45 UTC del 16 de junio, el ciclón tocó tierra sobre la isla Matagorda con un pico de vientos de 95 km/h. Análisis meteorológicos mencionaban la posibilidad que el Bill presentaría una condición atípica llamada efecto del océano café, el cual consiste en que el suelo húmedo favorece el fortalecimiento de un ciclón tropical sobre tierra. El Bill se movió rápidamente sobre tierra, siendo capaz de mantener su intensidad. Sobre Texas, el Bill se había degradado a depresión tropical. Sobre los siguientes tres días, se había debilitado lentamente; sin embargo, la estructura ciclónica se deterioró. Continuó debilitándose sobre los siguientes dos días. Para el 20 de junio, la fuerza del Bill era apenas 1/6 de su pico de intensidad. Finalmente el 21 de junio, fue declarado como un ciclón postropical.
El precursor del Bill produjo lluvias torrenciales en el norte de Centroamérica. En Guatemala, las inundaciones afectaron a más de 100 casas mientras un deslave en el departamento de Alta Verapaz mató a dos personas. Dos más fallecieron y dos desaparecieron en Honduras por la inundación. Lluvias torrenciales se reportaron en la península de Yucatán, con acumulaciones alcanzando los 330 milímetros en Cancún, el más alto visto en dos años. Una persona murió electrocutada en la ciudad. Las inundaciones en el estado de Oklahoma mataron al menos a dos personas.

### Tormenta tropical Claudette
El 12 de julio, un área de baja presión no tropical salió de la costa este de Estados Unidos. Se consolidó en un área de convección frente a la costa este de Carolina del norte, aunque la NHC no anticipaba mucho del desarrollo de este debido a condiciones atmosféricas marginalmente favorables. La actividad tormentosa se organizó mejor a medida que el sistema aceleraba al noreste. Aunque la borrasca inicialmente estaba asociada aun frente frío, perdió las características frontales el 13 de julio. Basado en la organización y la presencia de vientos de fuerza galerna, la NHC lo clasificó como la tormenta tropical Claudette a las 17;00 UTC de aquel día, ubicado a 465 kilómetros al sur-sureste de Nantucket. La agencia también estimó sus vientos en 85 km/h, derivado de las imágenes de satélite.
Posterior a su formación, el Claudette se desplazó rápidamente al noreste, por delante de una vaguada aproximante proveniente de los grandes lagos. La cizalladura de viento desplazó el centro de su convección a finales del 13 de julio. Al día siguiente, el Claudette se movió al norte de la corriente del Golfo en un área de aguas frías. Ambos contribuyeron al debilitamiento de la circulación y convección, a lo largo de un aire seco y frío. A inicios del 15 de julio, la NHC emitió su aviso final sobre el Claudette mientras ésta se convertía en un ciclón postropical al este de Nueva Escocia. Los remanentes del Claudette pasaron sobre el sureste de la isla de Terranova durante la noche del 15 de julio. Las condiciones húmedas acompañadas de neblina causadas por el Claudette forzaron las cancelaciones de vuelos y actividades turísticas en las porciones del este de la isla de Terranova. Entre el 16 y 17 de julio, el sistema giró hacia el norte y se intensificó a un sistema galerno. Después de esto, el sistema remanente se debilitó y se desplazó al sureste antes de disiparse el 18 de julio.

### Huracán Danny
A inicios del 16 de agosto de 2015, la NHC empezó a monitorear un área de perturbación en asociación a una onda tropical al sursudoeste de las islas Cabo Verde. En medio de condiciones atmosféricas generalmente favorables, el sistema se convirtió en una depresión tropical a las 15:00 UTC el 18 de agosto y, seis horas después, se convirtió en la tormenta tropical Danny. La influencia de la capa de aire sahariana a inicios del 19 de agosto causaron el colapso de la convección asociada, aunque se había avistado una convección vigorosa remanente. La actividad de tormentas eléctricas y precipitaciones se condensaron en una diminuta nubosidad central densa y un pequeño ojo más evidente, suponiendo la promoción a la intensidad de huracán a las 15:00 UTC del 20 de agosto. Desplazándose hacia el oeste-noroeste, el Danny continuó intensificándose y un avión cazahuracanes al día siguiente indicó que el ciclón había alcanzado su pico de intensidad de 185 km/h, convirtiéndose en el primer huracán mayor de la temporada. El Danny tuvo una inusual presión barométrica alta de 974 hPa, presión solamente encontrada en huracanes de categoría dos. Posterior a su pico de intensidad, la combinación de una cizalladura de viento y aire seco causaron el debilitamiento del Danny a tormenta tropical mínima para la tarde del 23 de agosto. El 24 de agosto, el Danny se disipó a 72 kilómetros al oeste-suroeste de Guadalupe.

### Tormenta tropical Erika
El 20 de agosto de 2015, el Centro Nacional de Huracanes empezó a monitorear a una onda tropical sobre el África occidental, cerca de la costa Atlántica. Cuando emergió al Atlántico a finales de aquel día, se organizó hasta convertirse en la tormenta tropical Erika a las 03:00 UTC del 25 de agosto, el cual presentaba circulación bien definida y vientos de fuerza galerna en la parte externa del sistema. Por todo el 25 y a inicios del día 26, la convección profunda fluctuó, dejando periódicamente el centro de circulación expuesto. Datos del avión cazahuracanes midieron la presión mínima del Erika entre 1001 y 1003 hPa mientras que sus vientos fueron estimados en 85 km/h. Esto constituyó su pico de intensidad. Al entrar al Caribe, las condiciones favorables empezaron a ser hostiles, La tormenta perdió organización y tocó tierra sobre el sureste de República Dominicana. El sistema, pobremente definido, impactó el este de Cuba y, según datos del avión de reconocimiento, no se encontró datos de circulación por lo que fue degradado a una vaguada.
Las lluvias torrenciales en toda Dominica, por importe de al menos 15 en (380 mm) en el Aeropuerto Canefield, provocaron graves inundaciones. Al menos 20 casas fueron destruidas y el 80 por ciento de la isla se quedó sin energía eléctrica. El principal río que atraviesa Roseau, la capital del país, se desbordó durante la noche a la mañana de agosto 26 a 27, las zonas circundantes de inundación. Al menos 20 personas murieron en toda la isla, y cerca de 50 otros permanecen desaparecidos.

### Huracán Fred
La NHC empezó a monitorear a una onda tropical bien definida sobre el África occidental el 27 de agosto. La actividad tormentosa incrementó superior al área extensa de baja presión a medida que la perturbación se desplazaba sobre el Atlántico oriental, y esto eventualmente lideró a la formación de una depresión tropical a las 05:30 UTC del 30 de agosto. La depresión tropical Seis fue promovida a tormenta tropical Fred, siendo la única en un pequeño número de ciclones en formarse al este del meridiano 20 oeste en la era de los satélites meteorológicos. A las 15:00 UTC del 30 de agosto, se esperaba un período de intensificación propiciando la emisión de avisos de huracán por todo Cabo Verde. Mientras que el Fred no afectó directamente las islas de Cabo Verde. Mientras que el Fred no afectó directamente al archipiélago, causó daños menores en las islas. Después de alejarse, el Fred entró en un área de aire seco y eventualmente se debilitó a tormenta tropical mínima. La NHC predijo que el Fred continuaría con su debilitamiento, sin embargo a pesar del aire seco, el sistema pudo contenerlo hasta que finalmente se disipó a finales del 6 de septiembre.

### Tormenta tropical Grace
Una onda tropical bien diferenciada emergió de la costa occidental de África el 3 de septiembre. Inicialmente desorganizada con una diseminada área de baja presión, una ráfaga de convección el 5 de septiembre propició a un centro más conciso, y una depresión tropical se formó alrededor de las 06:00 UTC de aquel día mientras se ubicaba a 280 kilómetros al sur de Cabo Verde. La depresión se convirtió en la tormenta tropical Grace doce horas después. Ubicado en un ambiente generalmente favorable, el Grace alcanzó su pico de intensidad de vientos de 95 km/h alrededor de las 12:00 UTC el 6 de septiembre, cuando se reconoció un ojo de magnitud media en las imágenes de satélite. Después de esto, las aguas templadas y el incremento de una cizalladura de viento causaron al ciclón en debilitarse a depresión tropical el 8 de septiembre y disiparse a las 12:00 UTC del día siguiente en el Atlántico central.

### Tormenta tropical Henri
El 8 de septiembre, una vaguada de magnitud alta formó una depresión tropical al sureste de Bermuda; al día siguiente fue promovido a tormenta tropical Henri. Enfrentando a una intensa cizalladura vertical de viento al oeste, el sistema alcanzó su máximo pico de intensidad de vientos de 85 km/h y una presión mínima de 1003 hPa, posiblemente a inestabilidad baroclínica. Después de esto, la interacción progresiva con la vaguada al oeste degradó la circulación del Henri. Se abrió hacia la vaguada el 11 de septiembre; sus remanentes fueron posteriormente absorbirdos por un ciclón no tropical sobre el Atlántico norte varios días después.

### Depresión tropical Nueve
El 10 de septiembre, una onda tropical muy vigorosa emergió de la costa del occidente de África. Desplazándose al sur de Cabo Verde, su interacción con una onda biconvectiva de kelvin resultó en el incremento de la convección profunda y la formación de un área de baja presión. Después de un incremento de su organización, la onda fue lo suficientemente apta para ser declarada como la depresión tropical Nueve a las 12:00 UTC del 16 de septiembre mientras se localizaba en el Atlántico central. Los vientos de magnitud alta causaron la apariencia deformada del ciclón posteriormente a su declaración, y a pesar de esporádicas proliferaciones de convección en el lado superficial del centro de la depresión, se disipó a las 18:00 UTC del 19 de septiembre sin alcanzar la categoría de tormenta tropical.

### Tormenta tropical Ida
Una onda tropical emergió hacia el Atlántico desde el continente africano el 13 de septiembre. Posteriormente la onda interactuó con la onda biconvectiva de Kelvin, el cual había contribuido a la formación de la depresión tropical Nueve. Desplazándose al oeste con un área amplia de convección adyacente, la onda tropical y la de Kelvin formaron un área bien definida de baja presión alrededor del mediodía del 15 de septiembre, según las imágenes de satélite. Sin embargo, su desorganización previnieron su promoción a depresión tropical hasta a las 06:00 UTC del 18 de septiembre, mientras se localicaba a 1210 kilómetros al sur de la punta sur de las islas de Cabo Verde. La depresión se desplazó al oeste-noroeste debido a una cresta subtropical al norte y se convirtió en la tormenta tropical Ida a inicios del día siguiente. La cizalladura de viento al oeste expuso el centro de circulación de la tormenta, inhibiendo la mayor parte de su intensificación.
La cizalladura se debilitó levemente, permitiendo al ciclón alcanzar su pico de intensidad de vientos de 85 km/h y una presión mínima de 1001 hPa a las 12:00 UTC del 21 de septiembre. Sin embargo, la cizalladura nuevamente incrementó su intensidad, causando el debilitamiento progresivo de la tormenta. El Ida desaceleró y empezó a desplazarse generalmente en dirección este el 22 de septiembre después de estar incrustado su flujo asociado a una vaguada de magnitud media o alta. A inicios del 24 de septiembre, la tormenta se debilitó a depresión tropical. Durante el siguiente día, la vaguada fue reemplazada por una cresta subtropical causando al Ida a girar al noroeste y luego al oeste-noroeste el 26 de septiembre. Después que la cizalladura y el aire seco dañaran severamente la convección, el Ida degeneró en una baja presión remanente alrededor de las 12:00 UTC del 27 de septiembre, mientras se localizaba a 1610 kilómetros al este-noreste de Barbuda.

### Huracán Joaquin
Una baja presión no tropical se convirtió en depresión tropical el 28 de septiembre aproximadamente a 650 kilómetros al suroeste Bermuda, según datos proveídos por las imágenes de satélite. La convección incrementó y se organizó alrededor de su centro a medida que disminuía la cizalladura de viento, resultando en la promoción de la depresión en la tormenta tropical Joaquín el 29 de septiembre. La tormenta inicialmente se desplazó al oeste o suroeste, guiado por un área de alta presión al norte. El clúster de nubosidad se organizó mejor a medida que el Joaquín se desplazó por toda las Bahamas. El 30 de septiembre, la tormenta se convirtió en huracán, según lo reportado por los cazadores de huracanes. El Joaquín rápidamente se intensificó y alcanzó la categoría cuatro a finales del 1 de octubre. Posteriormente el Joaquín se debilitó mientras se desplazaba sobre las Bahamas, pero se reintensificó a categoría cuatro mientras se desplazaba al noreste. El 3 de octubre, los vientos máximos sostenidos alcanzaron los 250 km/h, justamente por debajo de la intensidad de categoría cinco. Después de esto, el Joaquín empezó a debilitarse rápidamente mientras se aproximaba a las Bahamas. El ciclón después giró al este y mantuvo la intensidad de huracán hasta el 7 de octubre. Al día siguiente, el Joaquín se convirtió en extratropical a 565 kilómetros al oeste-noroeste de la isla de Corvo en Azores
Mientras se localizaba en la parte sur de las Bahamas por dos días, el Joaquín causó extensa devastación, especialmente en Acklins, Crooked Island, Long Island, Rum Cay y la isla de San Salvador. Marejadas tormentosas severas inundaron numerosas comunidades, atrapando a cientos de personas en sus hogares; la inundación persistió por varios días posterior a la salida del huracán. Durante un tiempo prolongado, los vientos intensos derribaron árboles, líneas del tendido eléctrico y techos de las casas por toda la región afectada. En mar abierto, el buque estadounidense El Faro que llevaba a bordo a 33 miembros desaparecieron en el huracán. Las inundaciones costeras también impactaron a las islas Turcas y Caicos destruyendo carreteras, muros portuarios y casas. Los vientos intensos y las lluvias torrenciales causaron cierto daño en varias localidades del este de Cuba. Un pescador murió cuando las marejadas ciclónicas voltearon su pequeña embarcación frente a las costas de Haití. Las altas mareas provocaron inundaciones severas en varias provincias haitianas, destruyendo cultivos y forzando a familias salir de sus casas. La tormenta trajo vientos fuertes a Bermuda que provocaron apagones en 15.000 viviendas. Los daños en Bermuda fueron menores. Aunque el Joaquín esquivó territorio estadounidense, otra extensa tormenta sobre los estados surorientales trajeron grandes cantidades de humedad del huracán, resultando en inundaciones catastróficas en Carolina del sur.

### Huracán Kate
Una onda tropical, el cual poseía actividad tormentosa intensa sobre el norte de las Antillas Menores, estuvo interactuando con una zona de baja presión a finales del 4 de noviembre. Una borrasca se formó cerca de las islas Turcas y Caicos el 7 de noviembre. A finales del día siguiente, las imágenes de satélite indicaron que su circulación se había definido lo suficiente. Como resultado, se formó la depresión tropical Doce a 190 kilómetros de la isla de San Salvador, Bahamas alrededor de las 03:00 UTC del 9 de noviembre. Amparado en condiciones atmosféricas generalmente favorables, la depresión se convirtió en la tormenta tropical Kate varias horas después. Luego de desplazarse inicialmente al noroeste, el Kate brevemente aceleró al norte alrededor de la periferia oeste de una cresta subtropical sobre el Atlántico central. Por lo tanto, el ciclón aceleró más y giró al noreste debido a vientos occidentales de magnitud mediana.
Después de intensificarse y mejorar sus bandas convectivas, el Kate fue promovido a huracán de categoría uno a las 09:00 UTC y alcanzó su pico de intensidad de vientos de 120 km/h. Debido a una cizalladura de viento muy intensa y la disminución de la temperatura superficial del mar en su trayecto, la tormenta empezó a perder características tropicales brevemente después. El huracán se debilitó a tormenta tropical a inicios del 12 de noviembre, a medida que su patrón nuboso se elongó y perdió su forma simétrica. Sin embargo, poco tiempo después, el Kate poseyó su presión barométrica más baja de su existencia, de 983 hPa. A las 09:00 UTC del 12 de noviembre, el ciclón se convirtió en extratropical a 690 kilómetros al sur-sureste de Cape Race, Terranova, luego de emerger de una zona baroclínica. Los remanentes del Kate se desplazaron al norte de las islas británicas y afectaron al Reino Unido e Irlanda el 15 y 16 de noviembre. Por toda Gales, los vientos intensos derribaron árboles y las lluvias torrenciales inundaron carreteras, sin reportes de víctimas.

## Nombre de los ciclones tropicales
Los siguientes nombres serán usados para los ciclones tropicales que se formen en el océano Atlántico norte en 2015. Los nombres no usados están marcados con gris. Los nombres que no fueron retirados y serán usados de nuevo en la temporada de 2021. Esta es la misma lista utilizada en la temporada del 2009. El nombre Joaquin fue usado por primera y única vez esta temporada, había reemplazado a Juan de 2003, pero no fue usado en 2009.
| - Ana - Bill - Claudette - Danny - Erika - Fred - Grace | - Henri - Ida - Joaquin - Kate - Larry (sin usar) - Mindy (sin usar) - Nicholas (sin usar) | - Odette (sin usar) - Peter (sin usar) - Rose (sin usar) - Sam (sin usar) - Teresa (sin usar) - Victor (sin usar) - Wanda (sin usar) |

### Nombres retirados
El 25 de abril de 2016, durante la XXXVIII sesión de la RA VI Hurricane Committee de la Organización Meteorológica Mundial retiró dos nombres, los nombres de Erika y Joaquin fueron retirados debido a los cuantiosos daños y perdidas humanas que había provocado. Serán reemplazados por Elsa y Julian en la temporada de huracanes del Atlántico de 2021.

## Estadísticas de temporada
Esta es una tabla de todos los sistemas que se han formado en la temporada de huracanes de 2015. Incluye su duración, nombres, áreas afectada(s), indicados entre paréntesis, daños y muertes totales. Las muertes entre paréntesis son adicionales e indirectas, pero aún estaban relacionadas con esa tormenta. Los daños y las muertes incluyen totales mientras que la tormenta era extratropical, una onda o un baja, y todas las cifras del daño están en USD 2015.
| DT | TT | 1 | 2 | 3 | 4 | 5 |

| Nombre                  | Fechas activo                   | Categoría de tormenta en intensidad máxima | Vientos máx. (km/h) | Presión min (hPa) | ACE     | Áreas afectadas                      | Áreas afectadas | Áreas afectadas | Daños (en millones USD) | Muertos |
| Nombre                  | Fechas activo                   | Categoría de tormenta en intensidad máxima | Vientos máx. (km/h) | Presión min (hPa) | ACE     | Lugar                                | Fecha           | Vientos (km/h)  | Daños (en millones USD) | Muertos |
| ----------------------- | ------------------------------- | ------------------------------------------ | ------------------- | ----------------- | ------- | ------------------------------------ | --------------- | --------------- | ----------------------- | ------- |
| Ana                     | 8 – 11 de mayo                  | Tormenta tropical                          | 95 (60)             | 998               | 2.12    | North Myrtle Beach, Carolina del Sur | 10 de mayo      | 75 (45)         | $25 millones            | 1       |
| Bill                    | 16 – 18 de junio                | Tormenta tropical                          | 95 (60)             | 997               | 1.065   | Isla Matagorda, Texas                | 16 de junio     | 95 (60)         | N/A                     | 6       |
| Claudette               | 13 – 14 de julio                | Tormenta tropical                          | 85 (50)             | 1003              | 1.13    | Ninguno                              | Ninguno         | Ninguno         | N/A                     | 0       |
| Danny                   | 18 – 24 de agosto               | Huracán categoría 3                        | 205 (125)           | 960               | 10.5325 | Ninguno                              | Ninguno         | Ninguno         | N/A                     | 0       |
| Erika                   | 24 – 28 de agosto               | Tormenta tropical                          | 85 (50)             | 1001              | 2.7025  | Ninguno                              | Ninguno         | Ninguno         | $517.4 millones         | 31      |
| Fred                    | 30 de agosto – 6 de septiembre  | Huracán categoría 1                        | 140 (85)            | 986               | 5.5275  | Ninguno                              | Ninguno         | Ninguno         | $1 millón               | 9       |
| Grace                   | 5 – 9 de septiembre             | Tormenta tropical                          | 95 (60)             | 1000              | 1.9075  | Ninguno                              | Ninguno         | Ninguno         | N/A                     | 0       |
| Henri                   | 8 – 11 de septiembre            | Tormenta tropical                          | 85 (50)             | 1003              | 1.6525  | Ninguno                              | Ninguno         | Ninguno         | N/A                     | 0       |
| Nueve                   | 16 – 19 de septiembre           | Depresión tropical                         | 55 (35)             | 1006              | 0       | Ninguno                              | Ninguno         | Ninguno         | N/A                     | 0       |
| Ida                     | 18 – 27 de septiembre           | Tormenta tropical                          | 85 (50)             | 1001              | 3.15    | Ninguno                              | Ninguno         | Ninguno         | N/A                     | 0       |
| Joaquin                 | 28 de septiembre – 7 de octubre | Huracán categoría 4                        | 250 (155)           | 931               | 29.2425 | Cayo Samaná, Bahamas                 | 1 de octubre    | 215 (130)       | $60 millones            | 34      |
| Joaquin                 | 28 de septiembre – 7 de octubre | Huracán categoría 4                        | 250 (155)           | 931               | 29.2425 | Cayo Rum, Bahamas                    | 2 de octubre    | 205 (125)       | $60 millones            | 34      |
| Joaquin                 | 28 de septiembre – 7 de octubre | Huracán categoría 4                        | 250 (155)           | 931               | 29.2425 | Isla de San Salvador, Bahamas        | 2 de octubre    | 205 (125)       | $60 millones            | 34      |
| Kate                    | 8 – 11 de noviembre             | Huracán categoría 1                        | 140 (85)            | 980               | 3.655   | Ninguno                              | Ninguno         | Ninguno         | N/A                     | 0       |
| Totales de la temporada |                                 |                                            |                     |                   |         |                                      |                 |                 |                         |         |
| 12 ciclones             | 8 de mayo - 11 de noviembre     |                                            | 250 (155)           | 931               | 62.685  | 5                                    | 5               | 5               | $603.4 millones         | 81      |